# ユリウス・フォン・ザックス

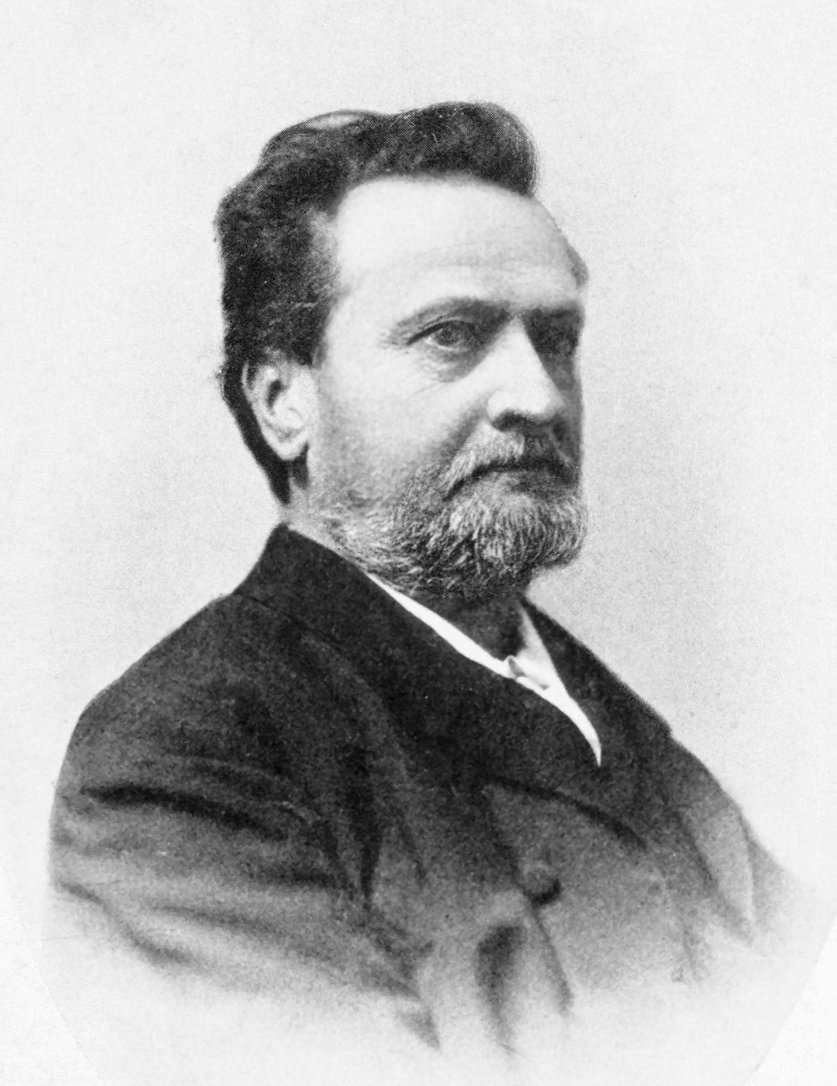
ユリウス・フォン・ザックス

ユリウス・フォン・ザックス（Julius von Sachs, 1832年10月2日 - 1897年5月29日）はドイツの植物学者。観察と記述を中心としていた植物学の中に、実験科学である植物生理学を確立し、近代植物生理学の祖とされている。

## 経歴
ブレスラウ（現ポーランド・ヴロツワフ）に銅版彫刻師の息子として生まれ、幼時から父に教えられて絵を描くなどして植物に親しんだ。若くして両親を亡くし学校を中退したが、たまたま生理学者ヤン・プルキンエと知り合い、1851年からプラハで彼の助手を務め、生理学に関心を持った。プラハ大学で学んで1856年に博士号を取得し、植物生理学の私講師となる。
1859年にはタラント農学校助手となった。1862年にはケムニッツ工科大学に迎えられたが、すぐにポッペルスドルフ農学校（現ボン大学）に移った。1867年にはフライブルク大学教授となった。翌年にヴュルツブルク大学教授となり、最後までここに勤めた。ヴュルツブルクにて没。享年64。

## 業績
ザックスは特に初期の最大の植物生理学者として忘れることができない。初期には、後の植物ホルモン研究の基礎となる研究や、発芽の詳細な研究がある。さらに古くから試みられていた水栽培を初めて本格的に研究し、肥料の研究へ応用した。また葉緑体に見られるデンプン粒が光合成の初期産物であることを発見した。後期の研究の中では、伸長の周期性に関する研究が重要である。これに関連して自動生長記録計を考案し、光が波長により生長を抑えることを確認した。またクリノスタット（重力の影響を軽減するための回転装置）を考案し、これにより屈光性と屈地性を研究した。そのほかに、生長点の細胞構造、蒸散流、光合成など、後の植物生理学の基礎となる各方面の研究がある。
ザックスには著述・教育の面でも顕著な業績がある。初の著者は『Handbuch der Experimentalphysiologie des Pflanzen』（1865年）で、これは当時の植物生理学の知識に大きく貢献した。続いて有名な植物学教科書『Lehrbuch der Botanik』（1868年）を出した。さらにその後、植物生理学に関する『Vorlesungen uber Pflanzenphysiologie』（1882年）を著した。また『Geschichte der Botanik』（1875年）では16世紀以来の植物学各分野の発展を跡付けている。
勤勉かつ厳格な人物で、学生に対しては休日でも研究活動を課したという。弟子にはフランシス・ダーウィン（チャールズ・ダーウィンの子、父と共同研究を行なった）やフーゴー・ド・フリース（遺伝学者）をはじめ多くの植物学者がいる。